# Johannes Dümichen
Johannes Dümichen (Głogów, 15 ottobre 1833 – Strasburgo, 7 febbraio 1894) è stato un egittologo tedesco.

## Biografia
Studiò filologia e teologia a Berlino e Breslavia. Fu allievo di Karl Lepsius e Heinrich Brugsch, e si dedicò allo studio delle iscrizioni egizie. Viaggiò in Egitto e pubblicò i suoi risultati in numerosi libri.
Nel 1862-1868 fu incaricato dal governo prussiano ad esplorare la Valle del Nilo. Condusse ampie ricerche in Nubia e in Sudan. Nel 1869 accompagnò il principe ereditario prussiano in Egitto in occasione dell'apertura del Canale di Suez. Nel suo quarto viaggio in Egitto (1875), studiò le iscrizioni di una tomba privata della necropoli tebana.
Nel 1872 fu incaricato a ricoprire il ruolo di professore di egittologia a Strasburgo.

## Opere
- Bauurkunde des Tempels von Dendera (1865)
- Geographische Inschriften altägyptischer Denkmähler (4 voll., 1865 1885)
- Altägyptische Kalenderinschriften (1866)
- Altägypt. Tempelinschriften (2 voll., 1867)
- Historische Inschriften altägypt. Denkmäler (2 voll., 1867-1869)
- Die kalendarischen Opferfestlisten von Medinet-Habu (1881)
- Die Oasen der libyschen Wüste . Straßburg (1877)
- Geschichte des alten Aegypten (1879)
- Der Grabpalast des Patuamenap in der thebanischen Nekropolis (1884–1894).
  - Fascia 1: Inschriften über Titel und Würden der Verstorbenen und Verzeichnis der alljährlichen Todtenfesttage . Lipsia 1884 UB Heidelberg.
  - Fascia 2: Darstellungen und Inschriften der Zimmer V, IV, III . Lipsia 1885 UB Heidelberg.
  - Fascia 3. Lipsia 1894 UB Heidelberg.